# 比西圣利法尔
比西圣利法尔（法語：Bucy-Saint-Liphard，法語發音：[bysi sɛ̃ lifaʁ]）是法国卢瓦雷省的一个市镇，属于奥尔良区。

## 地理
比西圣利法尔（47°56'9"N, 1°45'54"E）面积17.84 平方千米，位于法国中央-卢瓦尔河谷大区卢瓦雷省，该省份为法国中北部省份，北起埃松省，西北接厄尔-卢瓦省，西南接卢瓦-谢尔省，南至涅夫勒省和谢尔省，东临约讷省，东北接塞纳-马恩省。
与比西圣利法尔接壤的市镇（或旧市镇、城区）包括：布莱莱巴尔、尚日、热米尼、莫沃河畔于索、安格雷、奥尔姆、博斯地区罗济耶尔。

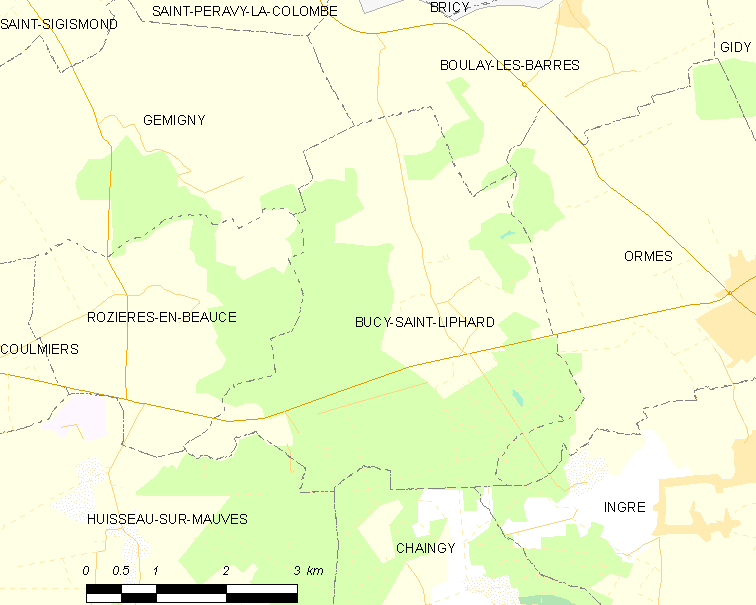
比西圣利法尔的OSM定位图

比西圣利法尔的时区为UTC+01:00、UTC+02:00（夏令时）。

## 行政
比西圣利法尔的邮政编码为45140，INSEE市镇编码为45059。

## 政治
比西圣利法尔所属的省级选区为卢瓦尔河畔默恩县。

## 人口

1962-2008年间比西圣利法尔人口变化图示

比西圣利法尔于2022年1月1日时的人口数量为208人。